# Любовный роман

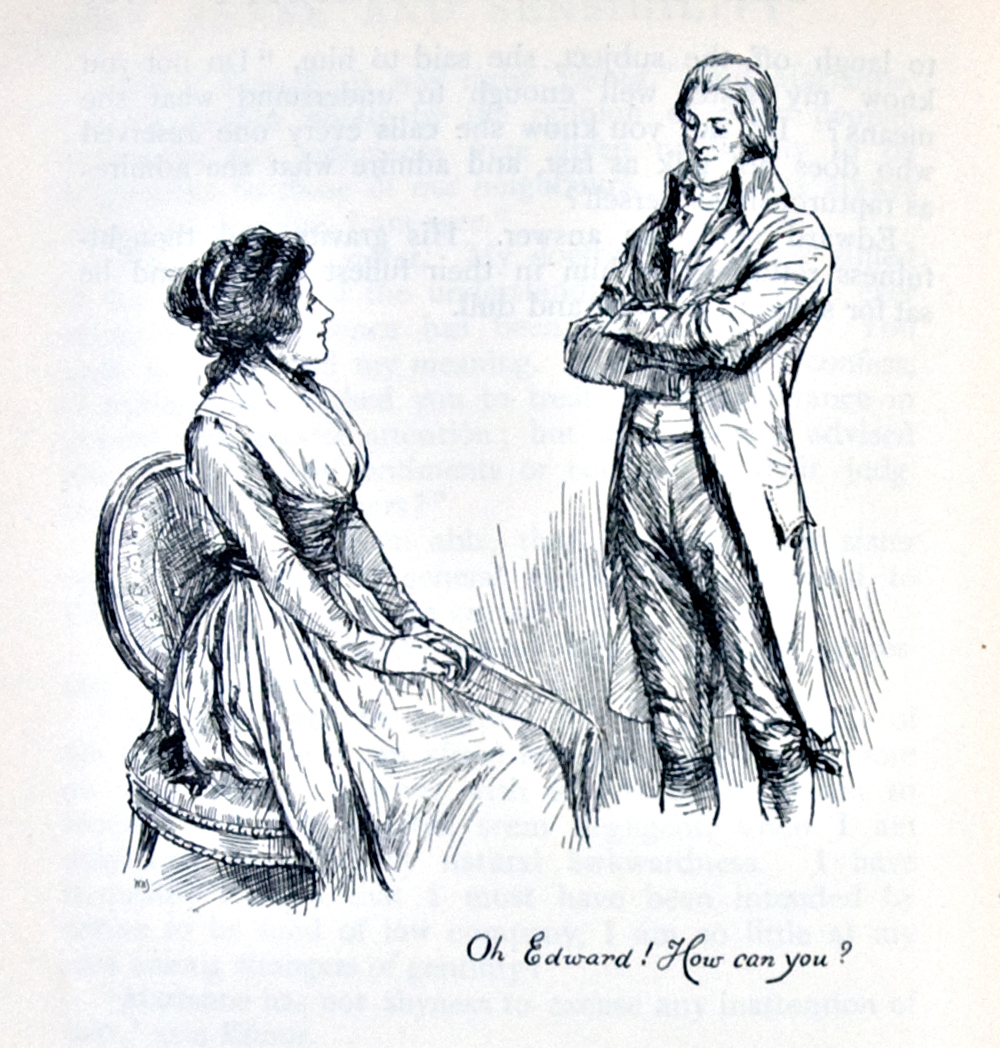
Джейн Остин была основоположницей жанра. Иллюстрация XIX века из романа «Чувство и чувствительность»

Любовный роман — литературный жанр, возникший в Англии в восемнадцатом веке.
В центре произведений этого жанра находятся отношения и романтическая любовь между двумя людьми, также предполагается «эмоционально удовлетворительный и оптимистичный финал». У любовного романа множество поджанров: фэнтези, исторический роман, научная фантастика, мистика.
По мнению некоторых исследователей, источниками жанра являются произведения западноевропейской художественной литературы XVIII и XIX веков, в частности, сентиментальный роман «Памела, или вознаграждённая добродетель» Сэмюэла Ричардсона (1740) и романы Джейн Остин. Под впечатлением от Остин писала Джоржетт Хейер, британская писательница в жанре детектива и исторической романтики, действие книг которой происходит в период Джейн Остин. Первый любовный роман Хейер «Чёрный мотылек», события которого развиваются в 1751 году, был опубликован в 1921 году. В 1930-х года британская компания Mills and Boon начала издавать эскапистскую литературу для женщин. В США первым по-настоящему популярным любовным романом стала книга «Пламя и цветок» Кэтлин Вудивисс, опубликованная в 1972 году издательством Avon Books.
Жанр популярен в США (на него приходится 55 % всех книг в мягкой обложке, проданных в 2004 году), Европе, Австралии. Согласно опросу в 2014 году, в России их выбирают для чтения 13 % опрошенных — что делает этот жанр наиболее популярным. Любовные романы выходят на 90 языках. Большинство книг, однако, написаны англоязычными авторами. Несмотря на популярность и хорошие продажи любовных романов, жанр также часто подвергается критике и насмешкам.

## Определение
Согласно определению справочника "Романисты Америки" , 1983 ("Romance Writers of America"), главная интрига любовного романа должна вращаться вокруг зарождения и развития романтической любви двух людей, работающих, чтобы построить отношения друг с другом. Конфликт и кульминация романа должны быть непосредственно связаны с основной темой (развитие романтических отношений), хотя роман может также содержать побочные сюжетные линии, не относящиеся напрямую к взаимоотношениям главных героев.
Кроме того, любовный роман должен иметь «эмоционально удовлетворительный и оптимистичный финал».
Лесли Гелбан, президент «Berkley Group», определяет жанр проще и считает, что романтические отношения между героем и героиней должны играть «ключевую роль» в сюжете. В целом в произведениях этого жанра добрые люди вознаграждаются, а злые наказываются, и пара, которая борется за любовь и верит в будущее своих отношений, скорее всего, будет вознаграждена счастливой любовью. Как резюмирует Нора Робертс,
«это книги о прославлении влюблённости, эмоций и верности, и всех тех вещей, которых мы очень хотим».
Женская литература (включая так называемую «чиклит») не является непосредственно поджанром любовного романа, так как в подобной художественной литературе отношения героини с семьёй или друзьями могут быть не менее важны, чем отношения с героем.

## Поджанры
- Современный любовный роман[англ.] (англ. Contemporary romance)
- Исторический любовный роман (англ. Historical Romance)
- Остросюжетный любовный роман (англ. Romantic suspense)
- Любовно-фантастический роман (англ. Science Fiction romance)
- Романтическое фэнтези (англ. Fantasy romance)
- Эротический любовный роман[англ.] (англ. Erotic romance)
- Христианский любовный роман (англ. Inspirational romance)
- Любовный роман с перемещением во времени[англ.] (англ. Time-travel romance)
- Молодёжный любовный роман[англ.] (англ. Young adult romance literature)
- Паранормальный любовный роман (англ. Paranormal romance)

## История
Сентиментальный роман «Памела, или Вознаграждённая добродетель» Сэмюэла Ричардсона, опубликованный в 1740 году, считается ранним предшественником современного популярного любовного романа. «Памела» была первым популярным романом, в котором сюжет был основан на ухаживаниях и рассказывался с точки зрения героини. В отличие от многих романов того времени, «Памела» имела счастливый конец. Книга была одним из первых бестселлеров, пять изданий были напечатаны в первые одиннадцать месяцев с момента выпуска. Джейн Остин оказала важное влияние на жанр, её «Гордость и предубеждение» (1813) называли «лучшим любовным романом, когда-либо написанным».
Жанр приобрёл популярность после Первой мировой войны. В 1919 в Великобритании был издан роман Эдит Мод Халл «Шейх», ставший необычайно популярным. По нему был снят одноименный фильм (1921). Герой книги похитил героиню и завоевал её любовь силой. Роман одним из первых ввёл в художественную литературу фантазию об изнасиловании. Хотя женщины в тот период завоёвывали все большую независимость, по мнению издателей, читатели могли бы принять добрачный секс лишь в контексте изнасилования. В этом романе и в последующих изнасилование было показано как фантазия; оно практически никогда не вызывало у героини ужас, стресс или психологическую травму.
На массовый рынок любовный роман вывела Джоржетт Хейер. Её дебютный роман «Чёрный мотылек» был издан в 1921 году. Писавшая под впечатлением от Джейн Остин, она считается основательницей жанра «исторический любовный роман эпохи Регентства». Так как место действия было перенесено в прошлое, писательница тщательно исследовала исторические детали, чтобы помочь читателям понять тот период. В отличие от других популярных книг о любви того времени, Хейер использовала место действия в качестве главной движущей силы сюжета. Её герои часто демонстрируют мысли XX века, другие персонажи отмечают странности героини, такие как желание жениться по любви. Хейер была плодовитым автором, издававшим один-два любовных романа в год вплоть до своей смерти в 1974 году.
В 1930-х годах британское издательство «Mills and Boon» начало выпуск любовных романов в твёрдом переплёте. Книги продавались посредством "еженедельных библиотек" и были известны как «книги в коричневом» из-за коричневого переплёта. В 1950 году компания начала предлагать книги для продажи в газетных киосках по всей Великобритании.
В 1957 году романы Mills and Boon начала распространять в США канадская компания «Harlequin Enterprises». Материалы более откровенного характера не публиковались. Осознав популярность жанра, владелец "Harlequin" Ричард Бонникасл решил, наконец, сам прочитать книги. Он выбрал один из наиболее откровенных романов, и ему понравилось. По его приказу компания провела рыночные исследования того романа, который он прочитал, и выяснила, что его продажи превзошли продажи более «невинного» романа. В целом эти произведения были короткими и шаблонными, героини были милыми, чистыми, невинными и добрыми. Если они и работали, то на традиционных женских рабочих местах, то есть были медсёстрами, гувернантками и секретарями. Наиболее интимной сценой был целомудренный поцелуй между главными героями.
1 октября 1971 года "Harlequin" приобрела компанию  "Mills and Boon". К этому моменту жанр был популярен «среди восторженной публики» Великобритании. В попытке повторить успех "Mills and Boon" в США "Harlequin" усовершенствовали свою систему распределения и маркетинга. Они решили продавать книги там, «где есть женщины», то есть даже в супермаркетах, а затем и напрямую читателям, которые согласились приобретать определённое количество книг каждый месяц. Каждая книга была ровно на 192 страницы.
В США первым по-настоящему популярным любовным романом стала книга «Пламя и цветок» Кэтлин Вудивисс, опубликованная в 1972 году издательством «Avon Books». Это был первый роман, «следовавший за героями в спальню». Также эта книга была одной из первых, сразу изданных в мягкой обложке; она распространялась в аптеках и множестве других торговых точек. Роман был продан тиражом более 2 млн экземпляров. "Avon Books" переиздавал книгу до публикации в 1974 году следующего романа Вудивисс, а также двух романов Розмари Роджерс «Любовь сладка, любовь безумна» и «Тёмные огни», причём 2 млн экземпляров «Тёмных огней» были распроданы в течение первых трёх месяцев. К 1975 году было продано 8 млн экземпляров любовных романов Avon. В следующем году было издано более ста пятидесяти исторических любовных романов, многие в мягкой обложке, и было продано более 40 млн экземпляров.